# 形態的類型論
形態的類型論（けいたいてきるいけいろん、morphological typology）とは、19世紀に行われた古典的な言語類型論における、形態論の特徴に基づいた言語の分類である:45。系統関係ではなく、文法的特徴を基準とした言語分類としては最初期のものであり、多くの修正を経つつも、その基本的な分類は現在も用いられている:45。

## 基本的な分類
形態的類型論では、基本的に、言語は孤立語・膠着語・屈折語の3つの類型に分類される。これはアウグスト・シュライヒャーの定式化によるものである:45。これに、抱合語または複統合語を第4の類型として加えることもある:45。
孤立語（こりつご、isolating language）では、接辞やその他の形態論的手段が全く使われず:46:43、語が語形変化をしない:69。理想的な孤立語に近い言語の例として、中国語:69やベトナム語:43が挙げられる。
膠着語（こうちゃくご、agglutinative language）では、語幹に接辞を次々と連結することによって語が語形変化する:46:43。1つの接辞は1つの文法範疇に対応し、接辞の音形はほとんど変わることはない:46:43。日本語:69やトルコ語:43が例として挙げられる。
|      | 単数     | 複数         |
| ---- | -------- | ------------ |
| 主格 | adam     | adam-lar     |
| 対格 | adam-ı   | adam-lar-ı   |
| 属格 | adam-ın  | adam-lar-ın  |
| 与格 | adam-a   | adam-lar-a   |
| 処格 | adam-da  | adam-lar-da  |
| 奪格 | adam-dan | adam-lar-dan |

屈折語（くっせつご、inflectional language）でも、膠着語と同じく語は語形変化するが、しばしば複数の文法範疇が融合して1つの形態素で表現される:46:44。さらに、同じ文法範疇を表す形態素であっても語幹によって異なる音形を持つことがある:46:44。たとえばラテン語:70やロシア語:44がこれに分類される。
|        | Ia      | Ia       | II     | II      |
|        | 単数    | 複数     | 単数   | 複数    |
| ------ | ------- | -------- | ------ | ------- |
| 主格   | stol    | stol-y   | lip-a  | lip-y   |
| 対格   | stol    | stol-y   | lip-u  | lip-y   |
| 生格   | stol-a  | stol-ov  | lip-y  | lip     |
| 与格   | stol-u  | stol-am  | lip-e  | lip-am  |
| 造格   | stol-om | stol-ami | lip-oj | lip-ami |
| 前置格 | stol-e  | stlo-ax  | lip-e  | lip-ax  |

膠着語と屈折語は、孤立語とは異なりいずれも語形変化（屈折）をする。その一方だけを屈折語と呼ぶのは誤解を招きかねないため、屈折語は融合語（ゆうごうご、fusional language）と呼ばれることもある:45。

## 歴史と発展
アダム・スミスは、1759年の小論で、ラテン語や古典ギリシア語のように豊かな語形変化を持つ言語と、フランス語のように屈折が貧弱で代名詞や前置詞に頼らなければならない言語の2つに言語を分類した。また、フリードリヒ・シュレーゲル（F・シュレーゲル）は、1808年の著書で、トルコ語のように接辞を単純に連結する言語と、ラテン語やフランス語のような屈折をする言語の2分法を主張した。
この2人の著作に基づいて、F・シュレーゲルの兄、アウグスト・ヴィルヘルム・シュレーゲル（A・シュレーゲル）は3分類を初めて提示した。彼は1818年の著書で、弟の提案した2つの類型に、中国語のように形態論を全く持たない言語、という類型を加え、全ての言語はこの3つの類型に分類できると主張した。また、彼は、アダム・スミスに従って、(c) タイプを、統合的なラテン語タイプと分析的なフランス語タイプに下位分類した。